# Бішінтєєв Андрій Володимирович
Андрі́й Володи́мирович Бішінтєєв — сержант Збройних сил України.
2013 року склав вступні іспити до Харківського університету радіоелектроніки.

## Нагороди
За особисту мужність і високий професіоналізм, виявлені у захисті державного суверенітету та територіальної цілісності України, вірність військовій присязі, відзначений — нагороджений
- орденом «За мужність» III ступеня (3.7.2015)